# Ley Constitutiva de las Cortes
La Ley Constitutiva de las Cortes o simplemente ley de Cortes de 17 de julio de 1942 es una de las ocho Leyes Fundamentales del Reino. Fue promulgada durante el primer franquismo, con el fin de dar una apariencia de parlamentarismo a la dictadura. Establecía las Cortes como asamblea unicameral de elección indirecta sin iniciativa legal, ya que esta residía en el jefe del Estado, Francisco Franco. Constituyó el primer paso en el proceso de institucionalización del régimen franquista.

## Promulgación
La ley fue promulgada por el general Franco el 17 de julio de 1942, al cumplirse el sexto aniversario del golpe de Estado en España de julio de 1936. Fue la segunda «ley fundamental» del régimen franquista y por ella se creaban las Cortes como «órgano superior de participación del pueblo español en las tareas del Estado» y ámbito para «el contraste de pareceres, dentro de la unidad del régimen».
El texto había sido elaborado por el ministro-secretario general de FET y de las JONS José Luis Arrese a partir de las ideas de Ramon Serrano Suñer. Franco aceptó el proyecto porque veía en las Cortes «otra institución en la que diluir el poder de la Falange» y «también era parte del proceso por el cual el Caudillo se rodeaba del aparato institucional de las monarquías medievales españolas».

## Contenido
Las Cortes franquistas seguían el modelo corporativo, y así lo destacó el diario oficial Arriba, que las comparó con la Cámara de las Corporaciones de la Italia fascista. Sus miembros, llamados «procuradores» —no diputados—, no eran elegidos mediante ningún tipo de sufragio, sino que pertenecían a las mismas en razón de su cargo —ministros, miembros del Consejo Nacional de FET y de las JONS, rectores de las universidades y presidentes de los altos tribunales del Estado—, todos ellos nombrados directamente por el general Franco, o eran designados por la Organización Sindical (141) y por los alcaldes (102), todos ellos a su vez elegidos por el partido único o por el gobierno. Por último, existía un grupo de procuradores formado «por aquellas personas que por su jerarquía eclesiástica, militar, administrativa o social, o por relevantes servicios a España, designe el Jefe del Estado en número no superior a cincuenta». Así pues, todos los miembros de las Cortes eran en realidad «elegidos» directa o indirectamente por Franco. 
Además, «las competencias de las Cortes Españolas [como se llamaban oficialmente], una Cámara parlamentaria de una dictadura, eran muy limitadas. Sus miembros discutían —poco— y aprobaban —siempre— las leyes, pero no podía proponerlas. Esta facultad recaía en el Gobierno y en su presidente. Otra función parlamentaria, la fiscalización del Ejecutivo, también les estaba vedada». Por otro lado, «en privado, Franco despreciaba las Cortes, reconociendo que se trataba de una mera fachada, construida para enmascarar su dictadura personal». En una ocasión le dijo a su ministro Joaquín Ruiz Giménez: «¿Y las Cortes a quién representan?»; y en otra le comentó indignado a su ayudante Pacón, cuando un general votó en contra de una ley en las Cortes: «Si no le gusta el proyecto, que se abstenga, pero que jamás vote en contra, pues me debe su escaño por nombramiento directo».

## Aplicación
La solemne apertura de las Cortes no se produjo hasta el 17 de marzo de 1943 —cuando se confirmó el cambio en el signo de la guerra mundial, tras la derrota nazi en la batalla de Stalingrado— y durante la misma el «Generalísimo» Franco leyó un largo discurso. Dijo que el régimen estaba buscando «en las instituciones tradicionales españolas el tronco viejo en que injertar las ramas nuevas y lozanas de nuestro Movimiento» y que con las nuevas Cortes se iniciaba «una etapa decisiva del orden nuevo» en el que aquellas constituían «un cauce real para la colaboración en las tareas del Estado» de «los elementos constitutivos de la comunidad nacional». También advirtió contra los «grupos decadentes» que tratan de aprovechar la Guerra Mundial para organizar su retorno. Según Paul Preston, «el acento en el precedente histórico y los elementos católicos de su política social indicaban que estaba dando los primeros pasos hacia la elaboración de una política española única, autoritaria y jerárquica, similar a la de los regímenes del Eje, pero lo bastante distinta como para permitirle negar esa similitud en caso de necesidad».
Mes y medio después, en un discurso pronunciado en el complejo industrial del río Tinto, en Huelva, el 4 de mayo, dijo que en «el régimen que hemos establecido» «el Estado encuadra a los españoles en las instituciones clásicas y seculares: los municipios… institución natural y asociación lógica de los hombres; la familia, que constituye la organización humana y primera del individuo; y, por último, el sindicato… que asocia a los españoles en un interés común». También habló de que el falangismo era superior al liberalismo democrático, «creador de la esclavitud moderna», y al marxismo, «la anulación del individuo».